# (2229) Mezzarco
(2229) Mezzarco est un astéroïde de la ceinture principale.

## Description
(2229) Mezzarco est un astéroïde de la ceinture principale. Il fut découvert le 7 septembre 1977 à l'observatoire Zimmerwald par Paul Wild. Il présente une orbite caractérisée par un demi-grand axe de 2,70 UA, une excentricité de 0,26 et une inclinaison de 12,7° par rapport à l'écliptique.

## Compléments